# Liste der Naturdenkmale in Arzberg (Sachsen)

Wappen von Arzberg

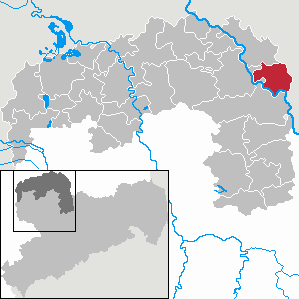
Wappen von Arzberg

In der Liste der Naturdenkmale in Arzberg werden die Naturdenkmale und Flächennaturdenkmale in der nordsächsischen Gemeinde Arzberg und ihren Ortsteilen Adelwitz, Arzberg, Blumberg, Elsterberg, Heidehäuser, Kamitz, Kathewitz, Kaucklitz, Köllitsch, Kötten, Nichtewitz, Ottersitz, Packisch, Piestel, Prausitz, Pülswerda, Stehla, Tauschwitz, Triestewitz aufgeführt.
Bisher sind lt. Quellen 4 Einzel-Naturdenkmale, 0 Geotope und 0 Flächennaturdenkmale bekannt und hier aufgelistet.

## Definition
„Gesetz über Naturschutz und Landschaftspflege (BNatSchG), § 28 Naturdenkmäler:
 Naturdenkmäler sind rechtsverbindlich festgesetzte Einzelschöpfungen der Natur oder entsprechende Flächen bis zu fünf Hektar, deren besonderer Schutz erforderlich ist
1. aus wissenschaftlichen, naturgeschichtlichen oder landeskundlichen Gründen oder
2. wegen ihrer Seltenheit, Eigenart oder Schönheit.“

„SächsNatSchG, § 18 Naturdenkmäler (zu § 28 BNatSchG):
1. Die Erklärung nach § 22 Abs. 1 BNatSchG von Teilen von Natur und Landschaft als Naturdenkmal erfolgt durch Rechtsverordnung oder Einzelanordnung.
2. Über § 28 Abs. 1 BNatSchG hinaus können Naturdenkmäler zur Sicherung von Lebensgemeinschaften oder Lebensstätten von im Bestand gefährdeten oder streng geschützten Arten festgesetzt werden.“

## (Einzel-)Naturdenkmale (ND)
Link zu einem Kartenansichtstool, um Koordinaten zu setzen.
| Bild                          | Bezeichnung                     | Lage                                          | Beschreibung | Datum | Nummer  |
| ----------------------------- | ------------------------------- | --------------------------------------------- | --- | ----- | ------- |
| mehr Fotos \| Fotos hochladen | Stieleiche Graditz Elbaue       | Pülswerda (51° 31′ 53,7″ N, 13° 3′ 55,3″ O)   | Stieleiche (Quercus robur) zwischen Graditz und Pülswerda in der Elbaue, der ca. 21 m hohe und etwa 350 J. alte Baum (Stand: 2016) wurde bereits 1954 zum Naturdenkmal erklärt und hat einen Brusthöhenumfang von ca. 7,8 m. Die vitale Eiche steht auf der Ostseite der Elbe am Deich                                      | 1954  | nso:277 |
| mehr Fotos \| Fotos hochladen | Stieleiche Pülswerda Sommerdamm | Pülswerda (51° 31′ 42,9″ N, 13° 4′ 6,1″ O)    | Stieleiche (Quercus robur) am Sommerdamm steht nördlich Pülswerda am Zugang zum Elbdeich |       | nso:288 |
| mehr Fotos \| Fotos hochladen | Stieleiche 2 im Gutspark        | Triestewitz (51° 32′ 2,7″ N, 13° 5′ 24,2″ O)  | Stieleiche 2 (Quercus robur) im Gutspark (nördliche) steht östlich des Koßdorfer Landgraben in einem Waldstück, welches ehemals zum Rittergut Triestewitz gehörte und heute als ein geschütztes Biotop "Naturnaher Wald am Schlosspark Triestewitz" im FFH-Gebiet "Elbtal zwischen Mühlberg und Greudnitz" registriert ist. |       | nso:297 |
| BW                            | Stieleiche 1 im Gutspark        | Triestewitz (51° 31′ 59,5″ N, 13° 5′ 33,7″ O) | Stieleiche 1 (Quercus robur) im Gutspark (südliche) steht östlich des Koßdorfer Landgraben in einem Waldstück, welches ehemals zum Rittergut Triestewitz gehörte und heute als ein geschütztes Biotop "Naturnaher Wald am Schlosspark Triestewitz" im FFH-Gebiet "Elbtal zwischen Mühlberg und Greudnitz" registriert ist.  |       | nso:298 |

## Ehemalige Naturdenkmale
Link zu einem Kartenansichtstool, um Koordinaten zu setzen.
| Bild                          | Bezeichnung             | Lage                                                     | Beschreibung | Datum       | Nummer  |
| ----------------------------- | ----------------------- | -------------------------------------------------------- | --- | ----------- | ------- |
| mehr Fotos \| Fotos hochladen | Silberlinde Triestewitz | Triestewitz Schlossstraße (51° 32′ 1,1″ N, 13° 5′ 57″ O) | die um 1819 gepflanzte Silberlinde (Tilia tomentosa) an der Schlossstr. vor dem Schloss Triestewitz, war bis zum Zeitpunkt der Fällung mit einem Umfang von 4,77 m und eine Höhe von 21 m größte ihrer Art in Sachsen. Leider wurde sie nach einem negativen Gutachten im Februar 2013 voreilig gefällt, heute steht dort eine neugepflanzte Winterlinde (Tilia cordata). | †2013 (DDG) | nso:296 |